# Jerry Edmonton
Jerry Edmonton (Oshawa, 24 ottobre 1946 – Santa Barbara, 28 novembre 1993) è stato un batterista canadese, membro degli Steppenwolf.